# 心理學博士
心理學博士（Doctor of Psychology）是一種學位及榮譽學位，一般是指在大學心理學相關科系的研究所博士班畢業後可獲得之學位。